# Schloss Jestetten
Schloss Jestetten, auch Oberes Schloss, befindet sich in der Gemeinde Jestetten. Hier befand sich von 1774 bis 1806 das Kloster Berg Tabor. Seit 1878 befinden sich Pflegeeinrichtungen im Schloss.

## Geschichte
In dem frühen Gebäude saßen einst die Edlen von Jestetten, diese werden 1135 erstmals erwähnt. Später wohnte hier das Schaffhauser Patriziergeschlecht der von Jünteler. Im Jahr 1488 verkaufte diese Familie das Schloss an den Grafen Alwig X. von Sulz. Die Grafen von Sulz machten es nach dem Schloss Tiengen zu ihrer Zweitresidenz, nachdem der wichtige Stützpunkt, die Burg Balm 1449 zerstört worden war, um den damals noch weitläufigen Besitz im oberen Klettgau und das Rafzerfeld überwachen zu können. Ab 1687 wurde das Schloss Jestetten Bestandteil der Herrschaft Schwarzenberg.
Von 1774 bis 1806 beherbergte das Schloss ein Frauenkloster und eine Ordensniederlassung der Redemptoristen, das Kloster Berg Tabor. Begründet war es von Pfarrer Josef Helg der bereits das Mutterkloster Berg Sion begründet hatte. Zu dieser Zeit (1802 bis 1805) wirkte hier der hl. Klemens Maria Hofbauer, an den eine Gedenktafel im Schlosshof erinnert. Anlässlich einer Reise in die Schweiz besuchte Pater Klemens Hofbauer in Jestetten das Frauenkloster Tabor, in dessen Nachbarschaft er seine eigene Klostergründung verwirklichen wollte. Er traf am 30. Dezember 1802 zusammen mit Pater Thaddäus Hübl, dem Studenten Franz Hofbauer, seinem Neffen, und dem Novizen Johannes Sabelli in Jestetten ein. Die Gemeinschaft bestand bis 1805.
Ab 1830 war das Gebäude Sitz des Bezirksamtes Jestetten, danach Amtsgericht und Amtsgerichtsgefängnis.
1878 wurde hier die Kreispflegeanstalt eingerichtet. 1940 wurden über 200 Bewohner der Kreispflegeanstalt in die Tötungsanstalt Grafeneck transportiert und dort mit Gas ermordet.
Von 1942 bis 1975 diente Schloss Jestetten als Lungensanatorium.
Heute befindet sich hier das Kreisalten- und Pflegeheim Jestetten.

## Weitere Burgen
In Jestetten befanden sich einst weitere Burgen so die Edenburg und die Burg Jestetten auch Unteres Schloss oder Greuthsches Schlösschen genannt (nach der ehemaligen Besitzerfamilie derer von Greuth). 1707 verkaufte der Kaiserliche Rat und Gesandte in Chur, Freiherr Äegidius von Greuth das Untere Schloss an die Schwarzenberger. Es bestand hauptsächlich aus einem viereckigen Wohnturm. Dieser wurde um 1850 niedergelegt.